# Výsledek hospodaření
Výsledek hospodaření (dříve „hospodářský výsledek“) je v ekonomice a účetnictví název pro rozdíl mezi výnosy a náklady podniku. Představuje tak zisk nebo ztrátu podniku za určité období nebo dobu.
Výsledek hospodaření zjišťujeme z výkazu zisku a ztráty (tzv. "výsledovky"), sestavuje se měsíčně a výsledek hospodaření se uvádí kumulovaně od počátku roku. Zisk je důležitou součástí poměrových ukazatelů, především:
- nákladové rentability (zisk/náklady)
- rentability výnosů, resp. tržeb (zisk/výnosy, resp. zisk/tržby)
- rentability vlastního kapitálu (zisk/vlastní kapitál)
- rentability podniku (zisk/veškerý podnikový kapitál)

Účetní zisk je nutné odlišovat od daňového zisku, který je určován daňovými zákony. Od účetního a daňového zisku nutno odlišovat ekonomický zisk – ten zjistíme odečtením implicitních nákladů.